# 郭培鋆
郭培鋆（？—？），男，中华人民共和国工程师、政治人物，曾任河南省政协副主席，河南省人大常委会副主任，第三、四、五、六、七届全国人大代表。